# Noua Opțiune Istorică
Partidul Politic „NOI – Noua Opțiune Istorică” este un partid politic din Republica Moldova cu orientare centrist-conservatoare. Formațiunea promovează echilibrul între păstrarea identității naționale, valorile tradiționale și dezvoltarea economică și socială a țării.

## Istoricul partidului
Partidul a fost revigorat în anul 2021, în urma celui de-al IX-lea Congres, prin alegerea Svetlanei Chesari în funcția de președinte. Sub conducerea acesteia, partidul a participat la alegerile parlamentare anticipate din 11 iulie 2021. Programul politic al formațiunii s-a axat pe promovarea solidarității sociale și a progresului, precum și pe ieșirea Republicii Moldova din zona conflictului geopolitic regional, pledând pentru dialog și soluționarea disputelor între marile puteri prin negocieri.
În anul 2025, cu prilejul celui de-al X-lea Congres, conducerea partidului a fost completată cu omul de afaceri Dumitru Torner, susținător al inițiativei privind amnistia capitalului.
Conducerea partidului mai este susținută și în presa internațională.

## Doctrină și obiective
Partidul „NOI – Noua Opțiune Istorică” susține reformarea cadrului legislativ în domeniul economic, inclusiv modificarea Codului Penal, prin eliminarea articolelor care, potrivit formațiunii, pot fi utilizate ca instrumente de presiune asupra agenților economici. În același timp, partidul pledează pentru modernizarea Republicii Moldova prin integrarea acesteia în Sistemul Global Inovativ, avansând un plan de acțiuni în acest sens, considerat fezabil atât din punct de vedere tehnologic, cât și financiar.